# Johan Wijsman
Johan Marie Wilhelm Wijsman (Rotterdam, 31 januari 1872 – Scheveningen, 25 november 1913) was een Nederlands pianist.

## Achtergrond
Hij was zoon van dirigent en componist Willem Wijsman en Barendine Hermina Buijtendorp. Hijzelf huwde in 1898 met de Britse Ada Meijer (1879-1914). Volgens de rouwadvertentie in het Rotterdams Nieuwsblad van 28 november 1913 liet het stel geen kinderen na. Hij overleed wonende tot Londen in Scheveningen aan een hersenvliesontsteking en werd begraven op Oud Eik en Duinen.

## Muziek
Hij begon vanuit liefhebberij met een studie piano aan de Maatschappij ter bevordering van de Toonkunst in Amsterdam bij Bernhardus Mattheus van der Eijken. Later verdiepte de studie zich bij Bernard Zweers (muziektheorie en harmonieleer) en Henri Tibbe (piano) en verder aan het conservatorium (Hochschule) in Frankfurt am Main bij James Kwast en Iwan Knorr, Berlijn bij Friedrich Gernsheim en Weimar bij Ferruccio Busoni. Hij trad tussen 1896 en 1903 twaalf keer op het met Concertgebouworkest onder leiding van Willem Mengelberg, maar speelde ook tijdens het Richard Straussfeest en in Koblenz, Darmstadt, Wenen, Parijs en Londen. Tegelijkertijd bleef hij lesgeven vanuit Leeuwarden (1891) en aan het Conservatorium van Amsterdam. In 1908 verruilde hij dat voor een jaar voor eenzelfde instituut in Kiel, maar daarna waren het voornamelijk weer concertreizen. Hij heeft nog enige tijd lesgegeven aan de Royal Academy of Music. Van zijn pianospel werden door twee Duitse fabrikanten van pianorollen opnamen gemaakt: Philipps (Frankfurt) en Hupfeld (Leipzig), tezamen zijn er 37 titels bekend. Van de meeste is een exemplaar aanwezig in de collectie van het Pianola Museum te Amsterdam. Hier is een opname te horen via YouTube.
Van zijn hand verscheen een aantal werken zoals preludes, pianostukken, een concertwals, technische oefeningen, een aantal liederen. Ook het “Vademecum voor het piano-onderwijs” kwam uit zijn pen.

### Enkele concerten
- in 1895: concert in Leeuwarden, waar hij inviel voor de plotseling overleden Henri Tibbe;
- in 1901 stond hij samen met Alida Oldenboom-Lutkeman (zangeres) en Joseph Hollmann in een zaaltje in Leeuwarden
- in 1905 stond hij op het podium met violist Louis Wolff in de kleine zaal van het Concertgebouw
- in 1906 kon hij samenspelen met Fritz Kreisler in het Concertgebouw
- in datzelfde jaar een concert met het Residentieorkest
- op 17 december 1909: samenspel met Eugène Ysaÿe in het Concertgebouw
- in december 1911 speelde hij kamermuziek in de Bechstein Hall in Londen met werken van Emanuel Moor (Trio voor piano, viool en cello) en Frédéric d'Erlanger (pianokwintet in c mineur)

- Gemeinsame Normdatei: 1017931585
- International Standard Name Identifier: 0000 0003 9624 3623
- Nederlandse Thesaurus van Auteursnamen: 303640529
- Virtual International Authority File: 291094081
- WorldCat: E39PBJg8GKQvqgxwKHXFw3r8YP